# آيت يعقوب أو عيسى (تيغسالين)
آيت يعقوب أو عيسى هي إحدى مشيخات المملكة المغربية، تتبع جغرافيا لإقليم خنيفرة وإداريًا لتيغسالين. يقدر عدد سكانها بـ 4129 نسمة حسب الإحصاء الرسمي للسكان والسكنى لسنة 2004.